# Frank Aarebrot
Frank Henrik Aarebrot, född 19 januari 1947 i Bergen, död 9 september 2017 i Bergen, var en norsk statsvetare. Han var professor i komparativ politik vid Universitetet i Bergen och adjungerad professor i demokratisk utveckling vid Örebro universitet.